# Keith Ellis
Keith Ellis (Matlock, 19 marzo 1946 – Darmstadt, 12 dicembre 1978) è stato un bassista britannico.

## Biografia
È noto per aver fatto parte dei seguenti gruppi: The Koobas, The Boxer, Juicy Lucy, Iron Butterfly e Van der Graaf Generator. 
Morì nel 1978, a causa di un infarto miocardico acuto, durante una tournée in Germania, mentre era in tour con gli Iron Butterfly; dopo la sua morte, Peter Hammill (cantante dei Van der Graaf Generator) gli dedicò una canzone, Not for Keith, inclusa nell'album del cantante, pH7.

## Discografia

### Con i Van der Graaf Generator
- 1969 - The Aerosol Grey Machine

### Con i Juicy Lucy
- 1969 - Juicy Lucy
- 1970 - Lie Back and Enjoy It
- 1971 - Get a Whiff a This

### Con i Boxer
- 1976 - Bellow the Belt
- 1977 - Absolutely
- 1979 - Bloodletting